# بسطة (موقع أثري)

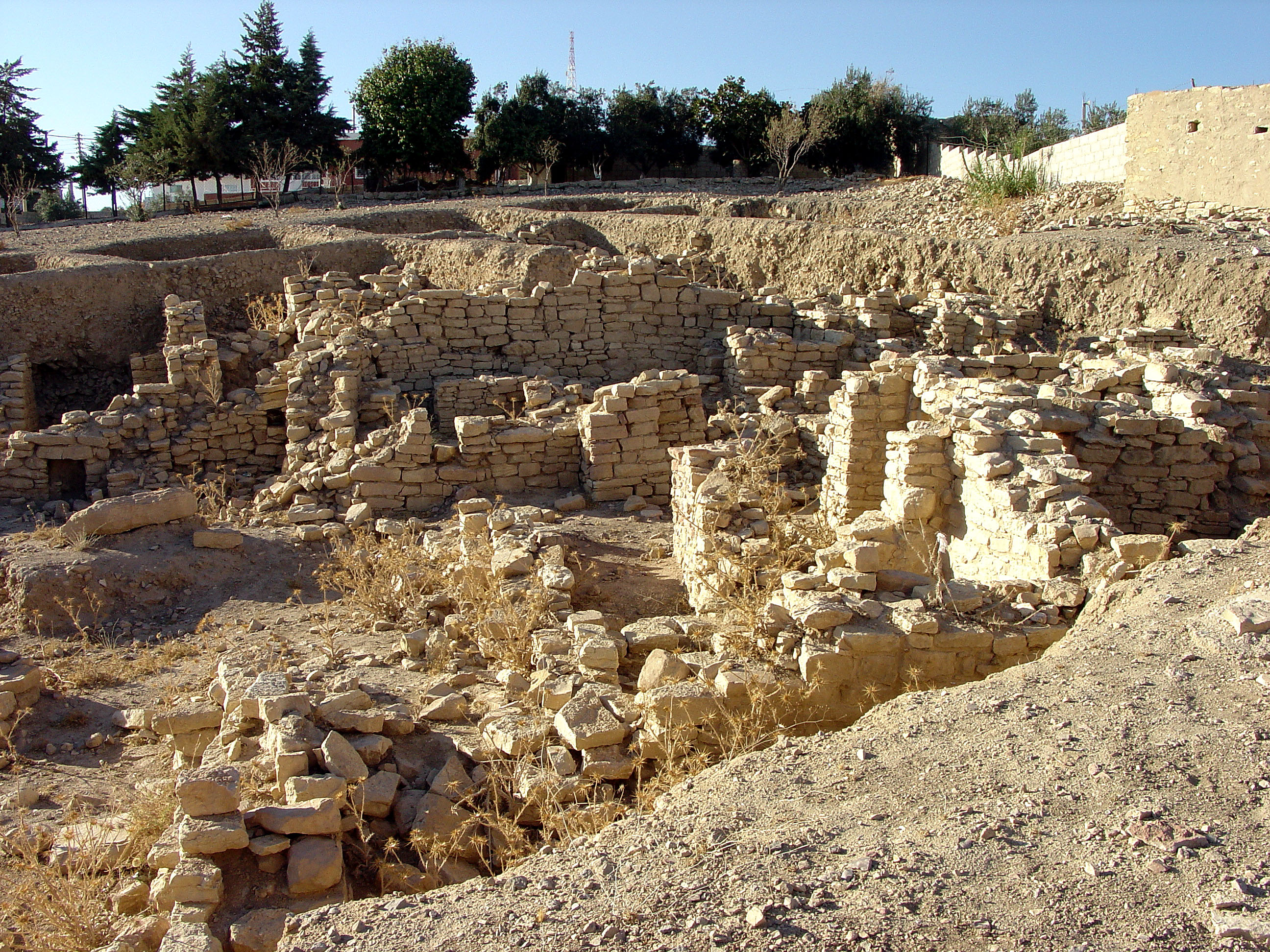
موقع بسطة الأثري

بسطة هي موقع أثري يعود إلى ما قبل التاريخ ويعود تاريخه الاستيطاني إلى أكثر من 9000 سنة، أي إلى العصر الحجري الحديث ما قبل الفخاري الأول في العصر الحجري الحديث في بلاد الشام. ويقع هذا الموقع بجانب قرية بسطة الحديثة في محافظة معان، الأردن.تبعد حوالي 36 كم جنوب شرق وادي موسى «البتراء» وترتفع نحو1460م عن سطح البحر.

## وصف الموقع وحضارته
تعود منطقة «بسطة» إلى أوائل فترات استقرار الإنسان واعتماده على إنتاج طعامه من المحاصيل الزراعية، وتكمن أهميتها أيضاً بكونها من أوائل أماكن تدجين الحيوانات والاستفادة منها في العالم. يعني هذا مساهمة هذه المنطقة الأثرية بعملية استقرار الإنسان في مكان واحد والعيش في مجموعات أكبر مما أنتج الحضارة البشرية كما نعرفها اليوم.
تم بناء المنازل في بسطة على الشكل الدائري المألوف، وقد مكن هذا التصميم الأفراد داخل المنزل الواحدمن الإقامة والعيش سوياً. وقد استخدموا الحجر الكلسي لبناء منازلهم حيث يمكن معرفة ذلك عن طريق ارتفاع الجدران في بعض الأماكن والفواصل الحجرية التي كانت أرضياتها خشبية. 
لا توجد مقابر منفصلة، بل على النقيض من ذلك، كان أهل القرية القديمة كانوا يدفنون أمواتهم تحت أرضيات بيوتهم حيث يعتقد علماء الآثار أن القصد من ذلك هو تذكير الأجيال المتعاقبة بعلاقة العوائل والأفراد بمنازلهم والذي أصبح لاحقاً مفهوم أساسي لملكية المكان والمنزل للفلاحين وأهل القرى. وبالطبع لهذا المفهوم الاجتماعي-الديني أثره على تشكيل المدينة النواة الأولى للحضارة.
لكونها حضارة تسبق اختراع الفخار، كانت المواد المنزلية التي عثر عليها مصنوعة من الحجر والعظام التي صنع منها ادوات الطحن والرحى بينما استخدم الصوان لصنع رؤوس السهام التي صنعت بمهارة عالية. ولقد تم العثور أيضاَ على دمى حيوانية مثل غزال جالس ورأس ثور أو بقرة ورأس دب ورأس كبش، ربما لها دلالات دينية. 